# میگل رودریگز (بازیکن فوتبال)
میگل رودریگز (انگلیسی: Miguel Rodríguez؛ زادهٔ ۲۹ آوریل ۲۰۰۳) بازیکن فوتبال اهل اسپانیا است.
او همچنین در تیم‌های ملی فوتبال زیر ۱۵ سال اسپانیا، زیر ۱۶ سال اسپانیا، زیر ۱۷ سال اسپانیا، و زیر ۱۸ سال اسپانیا بازی کرده‌است.